# Şărmăşag
Şărmăşag es una comuna ubicada en el distrito de Sălaj, Rumania.

## Superficie
Posee una superficie de 68,36 kilómetros cuadrados.

## Demografía
Hasta 2021 la población era de 4772 habitantes, con una densidad de población de 69,81 habitantes por kilómetro cuadrado.